# Sebastian Mila
Sebastian Stefan Mila (ur. 10 lipca 1982 w Koszalinie) – polski piłkarz który występował na pozycji pomocnika. W latach 2003–2015 reprezentant Polski. Po zakończeniu kariery piłkarskiej, komentator i ekspert piłkarski, od 20 września 2023 asystent szkoleniowca Michała Probierza w reprezentacji Polski. 

## Kariera klubowa
Do pierwszego klubu trafił w wieku 10 lat, kiedy Bałtyk Koszalin ogłosił nabór. Przerwał grę w klubie z powodu kłopotów w nauce. Próbował także gry w Gwardii Koszalin, potem wrócił do Bałtyku, a następnie rozpoczął naukę w Szkole Mistrzostwa Sportowego w Gdańsku. Był wówczas powoływany do reprezentacji młodzieżowych i juniorskich.
Grał w Lechii Gdańsk, także po połączeniu z miejscową Polonią i zmianie nazwy na Lechię/Polonię. W klubie zadebiutował w meczu o Puchar Ligi, a po spadku klubu do III ligi przeniósł się do Orlenu Płock. Następnie wiosną 2002 przeszedł do pierwszoligowego klubu Dyskobolia Grodzisk Wielkopolski, a swojego pierwszego gola w pierwszej lidze zdobył w meczu z Górnikiem Zabrze w sezonie 2002/2003. Jako piłkarz klubu przyczynił się do wyeliminowania drużyny Atlantas Kłajpeda i wejścia do Pucharu UEFA, a później eliminacji Herthy Berlin i Manchesteru City z rozgrywek pucharowych.
Na przełomie sezonów 2004 i 2005 został wypożyczony na dwa i pół roku z opcją pierwokupu do Austrii Wiedeń. W lidze nie zdobył ani jednej bramki, strzelił natomiast po jednym golu w pucharze Austrii i Pucharze UEFA. Zawodnik w drużynie z Wiednia grał niewiele, przez co przestały się nim interesować zarówno polskie, jak i austriackie media, był również pomijany przy powołaniach przez trenera reprezentacji Polski, Leo Beenhakkera.
W lutym 2007 przeszedł do norweskiego klubu Vålerenga Fotball, w którym rozegrał pełny sezon 2007. Na początku 2008 za 250 tys. euro został wypożyczony na pół roku do ŁKS Łódź, a następnie został definitywnie pozyskany przez polski klub. Po zakończeniu sezonu został sprzedany do Śląska Wrocław, ówczesnego beniaminka Ekstraklasy, z którym już w swoim pierwszym sezonie wywalczył Puchar Ekstraklasy i uplasował się na szóstym miejscu w rozgrywkach ligowych. W sezonie 2009/2010 Wojskowi zajęli dziewiąte miejsce, a rok później drugie, przegrywając jedynie z Wisłą Kraków. Wicemistrzostwo Polski dało wrocławianom, których Mila od 2010 był kapitanem, przepustkę do europejskich pucharów. Śląsk rozpoczynał zmagania w II rundzie kwalifikacji do Ligi Europy, eliminując kolejno Dundee United oraz Łokomotiw Sofia, a przegrywając dopiero w fazie play-off (IV, ostatnia runda kwalifikacyjna) z Rapidem Bukareszt. W sezonie 2011/2012 zdobył ze Śląskiem drugie w historii klubu mistrzostwo Polski, a w następnym roku ligowe zmagania zakończył z tytułem najlepszego pomocnika sezonu, trzecim miejscem w lidze oraz wygranym Superpucharem Polski, strzelając dziewięć bramek i uzyskując 21 asyst we wszystkich rozgrywkach. 28 lutego 2014 stracił opaskę kapitana w Śląsku na rzecz Marco Paixão. Sezon 2014/2015 zaczął czterema golami i czterema asystami w 10 kolejkach – strzelał Ruchowi Chorzów, Legii Warszawa, Górnikowi Łęczna i Jagiellonii Białystok, a Śląsk wygrał każde ze spotkań z wyjątkiem meczu z Legią.
W styczniu 2015 podpisał kontrakt z Lechią Gdańsk. Pierwszego gola dla Lechii strzelił w 19. minucie meczu przeciwko Pogoni Szczecin na 1:0. W maju 2018 po zakończonym sezonie Ekstraklasy zakończył karierę piłkarską.
| Kariera klubowa (stan na 30.10.2016) | Kariera klubowa (stan na 30.10.2016) | Kariera klubowa (stan na 30.10.2016) | Kariera klubowa (stan na 30.10.2016) | Kariera klubowa (stan na 30.10.2016) | Kariera klubowa (stan na 30.10.2016) | Kariera klubowa (stan na 30.10.2016) | Kariera klubowa (stan na 30.10.2016) |        |        |        |       |        |
| Klub                                 | Sezon                                | Liga                                 | Liga                                 | Liga                                 | Puchar                               | Puchar                               | Inne                                 | Inne   | Europa | Europa | Suma  | Suma   |
| Klub                                 | Sezon                                | Liga                                 | Mecze                                | Bramki                               | Mecze                                | Bramki                               | Mecze                                | Bramki | Mecze  | Bramki | Mecze | Bramki |
| ------------------------------------ | ------------------------------------ | ------------------------------------ | ------------------------------------ | ------------------------------------ | ------------------------------------ | ------------------------------------ | ------------------------------------ | ------ | ------ | ------ | ----- | ------ |
| Lechia/Polonia Gdańsk                | 1999/00 (w.)                         | II liga                              | 12                                   | 2                                    | 0                                    | 0                                    | –                                    | –      | –      | –      | 12    | 2      |
| Lechia/Polonia Gdańsk                | 2000/01                              | II liga                              | 22                                   | 2                                    | 1                                    | 0                                    | 4                                    | 0      | –      | –      | 27    | 2      |
| Lechia/Polonia Gdańsk                | Suma                                 | Suma                                 | 34                                   | 4                                    | 1                                    | 0                                    | 4                                    | 0      | –      | –      | 39    | 4      |
| Orlen Płock                          | 2001/02 (j.)                         | II liga                              | 15                                   | 2                                    | 1                                    | 0                                    | –                                    | –      | –      | –      | 16    | 2      |
| Orlen Płock                          | Suma                                 | Suma                                 | 15                                   | 2                                    | 1                                    | 0                                    | –                                    | –      | –      | –      | 16    | 2      |
| Dyskobolia Grodzisk Wielkopolski     | 2001/02 (w.)                         | I liga                               | 9                                    | 0                                    | 0                                    | 0                                    | –                                    | –      | –      | –      | 9     | 0      |
| Dyskobolia Grodzisk Wielkopolski     | 2002/03                              | I liga                               | 27                                   | 3                                    | 1                                    | 0                                    | –                                    | –      | –      | –      | 28    | 3      |
| Dyskobolia Grodzisk Wielkopolski     | 2003/04                              | I liga                               | 25                                   | 8                                    | 1                                    | 0                                    | –                                    | –      | 8      | 1      | 34    | 9      |
| Dyskobolia Grodzisk Wielkopolski     | 2004/05(j.)                          | I liga                               | 13                                   | 3                                    | 1                                    | 0                                    | –                                    | –      | –      | –      | 14    | 3      |
| Dyskobolia Grodzisk Wielkopolski     | Suma                                 | Suma                                 | 74                                   | 14                                   | 3                                    | 0                                    | –                                    | –      | 8      | 1      | 85    | 15     |
| Austria Wiedeń                       | 2004/05 (w.)                         | Bundesliga                           | 13                                   | 0                                    | 3                                    | 1                                    | –                                    | –      | 3      | 1      | 19    | 2      |
| Austria Wiedeń                       | 2005/06                              | Bundesliga                           | 13                                   | 2                                    | 1                                    | 0                                    | –                                    | –      | 4      | 0      | 18    | 2      |
| Austria Wiedeń                       | 2006/07 (j.)                         | Bundesliga                           | 10                                   | 1                                    | 0                                    | 0                                    | –                                    | –      | 4      | 0      | 14    | 0      |
| Austria Wiedeń                       | Suma                                 | Suma                                 | 36                                   | 3                                    | 4                                    | 1                                    | –                                    | –      | 11     | 1      | 51    | 5      |
| Vålerenga Fotball                    | 2007                                 | Tippeligaen                          | 14                                   | 0                                    | 2                                    | 0                                    | –                                    | –      | 4      | 0      | 20    | 0      |
| Vålerenga Fotball                    | Suma                                 | Suma                                 | 14                                   | 0                                    | 2                                    | 0                                    | –                                    | –      | 4      | 0      | 20    | 0      |
| ŁKS Łódź                             | 2007/08 (w.)                         | I liga                               | 12                                   | 0                                    | 0                                    | 0                                    | –                                    | –      | –      | –      | 12    | 0      |
| ŁKS Łódź                             | Suma                                 | Suma                                 | 12                                   | 0                                    | 0                                    | 0                                    | –                                    | –      | –      | –      | 12    | 0      |
| Śląsk Wrocław                        | 2008/09                              | Ekstraklasa                          | 22                                   | 5                                    | 0                                    | 0                                    | 5                                    | 0      | –      | –      | 27    | 5      |
| Śląsk Wrocław                        | 2009/10                              | Ekstraklasa                          | 26                                   | 6                                    | 1                                    | 0                                    | –                                    | –      | –      | –      | 27    | 6      |
| Śląsk Wrocław                        | 2010/11                              | Ekstraklasa                          | 28                                   | 4                                    | 2                                    | 0                                    | –                                    | –      | –      | –      | 30    | 4      |
| Śląsk Wrocław                        | 2011/12                              | Ekstraklasa                          | 27                                   | 4                                    | 2                                    | 2                                    | –                                    | –      | 5      | 1      | 34    | 7      |
| Śląsk Wrocław                        | 2012/13                              | Ekstraklasa                          | 26                                   | 7                                    | 7                                    | 2                                    | 1                                    | 0      | 6      | 1      | 40    | 10     |
| Śląsk Wrocław                        | 2013/14                              | Ekstraklasa                          | 30                                   | 2                                    | 1                                    | 0                                    | –                                    | –      | 6      | 0      | 37    | 2      |
| Śląsk Wrocław                        | 2014/15 (j.)                         | Ekstraklasa                          | 19                                   | 5                                    | 2                                    | 0                                    | –                                    | –      | –      | –      | 21    | 5      |
| Śląsk Wrocław                        | Suma                                 | Suma                                 | 178                                  | 33                                   | 15                                   | 4                                    | 6                                    | 0      | 17     | 2      | 216   | 39     |
| Lechia Gdańsk                        | 2014/15 (w.)                         | Ekstraklasa                          | 16                                   | 2                                    | 0                                    | 0                                    | –                                    | –      | –      | –      | 16    | 2      |
| Lechia Gdańsk                        | 2015/16                              | Ekstraklasa                          | 29                                   | 2                                    | 1                                    | 0                                    | –                                    | –      | –      | –      | 30    | 2      |
| Lechia Gdańsk                        | 2016/17                              | Ekstraklasa                          | 2                                    | 0                                    | 0                                    | 0                                    | –                                    | –      | –      | –      | 2     | 0      |
| Lechia Gdańsk                        | Suma                                 | Suma                                 | 47                                   | 4                                    | 1                                    | 0                                    | –                                    | –      | –      | –      | 48    | 4      |
| Ogółem w karierze                    | Ogółem w karierze                    | Ogółem w karierze                    | 410                                  | 62                                   | 27                                   | 5                                    | 10                                   | 0      | 40     | 4      | 487   | 71     |

## Kariera reprezentacyjna
Grając w reprezentacji juniorów, zdobył w 1999 tytuł wicemistrza Europy do lat 16, a w 2001 z kadrą U-18 został mistrzem Europy.
14 lutego 2003 zadebiutował w reprezentacji Polski w meczu przeciwko Macedonii. Od tego czasu w kadrze strzelił osiem bramek. Po raz ostatni przed ponad pięcioletnią przerwą w barwach Polski zagrał w sierpniu 2006 z Danią.
Ponownie do kadry został powołany przez Franciszka Smudę na mecz towarzyski z Bośnią i Hercegowiną, który odbył się 16 grudnia 2011.
W 2014  został powołany przez Adama Nawałkę na mecze eliminacji do Mistrzostw Europy z Gibraltarem, Niemcami, Szkocją i Gruzją, oraz na towarzyski mecz ze Szwajcarią. 11 października 2014, po asyście Roberta Lewandowskiego, strzelił bramkę w meczu Polska-Niemcy, ustalając wynik spotkania na 2:0.
W 2018, przed towarzyskim meczem Polska – Litwa (4:0), Zbigniew Boniek, prezes Polskiego Związku Piłki nożnej, podziękował czterem byłym reprezentantom (w tym Mili, ale też Arkadiuszowi Głowackiemu, Pawłowi Brożkowi i Rafałowi Murawskiemu) za ich wkład w grę dla reprezentacji. Zawodnicy otrzymali pamiątkowe koszulki z numerami oznaczającymi liczbę występów w narodowej reprezentacji – Mila dostał koszulkę z nr 38.
| Mecze i gole w reprezentacji Polski | Mecze i gole w reprezentacji Polski | Mecze i gole w reprezentacji Polski | Mecze i gole w reprezentacji Polski | Mecze i gole w reprezentacji Polski | Mecze i gole w reprezentacji Polski | Mecze i gole w reprezentacji Polski | Mecze i gole w reprezentacji Polski |
| Lp.                                 | Data                                | Miejsce                             | Przeciwnik                          | Rezultat                            | Rozgrywki                           | Grał                                | Uwagi                               |
| ----------------------------------- | ----------------------------------- | ----------------------------------- | ----------------------------------- | ----------------------------------- | ----------------------------------- | ----------------------------------- | ----------------------------------- |
| 1.                                  | 14 lutego 2003                      | Split                               | Macedonia Północna                  | 3-0                                 | towarzyski                          | od 46'                              |                                     |
| 2.                                  | 11 października 2003                | Budapeszt                           | Węgry                               | 2-1                                 | el. ME 2004                         | do 53'                              |                                     |
| 3.                                  | 11 grudnia 2003                     | Ta’ Qali                            | Malta                               | 4-0                                 | towarzyski                          | do 65'                              | Gol                                 |
| 4.                                  | 14 grudnia 2003                     | Ta’ Qali                            | Litwa                               | 3-1                                 | towarzyski                          | do 63'                              | Gol                                 |
| 5.                                  | 18 lutego 2004                      | San Fernando                        | Słowenia                            | 2-0                                 | towarzyski                          | od 18'                              | Gol                                 |
| 6.                                  | 31 marca 2004                       | Płock                               | Stany Zjednoczone                   | 0-1                                 | towarzyski                          | od 73'                              |                                     |
| 7.                                  | 28 kwietnia 2004                    | Bydgoszcz                           | Irlandia                            | 0-0                                 | towarzyski                          | do 67'                              |                                     |
| 8.                                  | 29 maja 2004                        | Szczecin                            | Grecja                              | 1-0                                 | towarzyski                          | 90'                                 |                                     |
| 9.                                  | 5 czerwca 2004                      | Solna                               | Szwecja                             | 1-3                                 | towarzyski                          | do 59'                              |                                     |
| 10.                                 | 12 lipca 2004                       | Chicago                             | Stany Zjednoczone                   | 1-1                                 | towarzyski                          | do 61'                              |                                     |
| 11.                                 | 4 września 2004                     | Belfast                             | Irlandia Północna                   | 3-0                                 | el. MŚ 2006                         | do 74'                              |                                     |
| 12.                                 | 8 września 2004                     | Chorzów                             | Anglia                              | 1-2                                 | el. MŚ 2006                         | do 64'                              |                                     |
| 13.                                 | 9 października 2004                 | Wiedeń                              | Austria                             | 3-1                                 | el. MŚ 2006                         | 90'                                 |                                     |
| 14.                                 | 13 października 2004                | Cardiff                             | Walia                               | 3-2                                 | el. MŚ 2006                         | od 71'                              |                                     |
| 15.                                 | 17 listopada 2004                   | Saint-Denis                         | Francja                             | 0-0                                 | towarzyski                          | od 67'                              |                                     |
| 16.                                 | 9 lutego 2004                       | Grodzisk Wielkopolski               | Białoruś                            | 1-3                                 | towarzyski                          | 90'                                 | Żółta kartka                        |
| 17.                                 | 30 marca 2005                       | Warszawa                            | Irlandia Północna                   | 1-0                                 | el. MŚ 2006                         | od 68'                              |                                     |
| 18.                                 | 4 czerwca 2005                      | Baku                                | Azerbejdżan                         | 3-0                                 | el. MŚ 2006                         | do 84'                              |                                     |
| 19.                                 | 15 sierpnia 2005                    | Kijów                               | Serbia i Czarnogóra                 | 3-2                                 | towarzyski                          | od 46'                              |                                     |
| 20.                                 | 3 września 2005                     | Chorzów                             | Austria                             | 3-2                                 | el. MŚ 2006                         | od 73'                              |                                     |
| 21.                                 | 7 października 2005                 | Warszawa                            | Islandia                            | 3-2                                 | towarzyski                          | od 65'                              |                                     |
| 22.                                 | 13 listopada 2005                   | Barcelona                           | Ekwador                             | 3-0                                 | towarzyski                          | od 82'                              | Gol                                 |
| 23.                                 | 16 listopada 2005                   | Ostrowiec Świętokrzyski             | Estonia                             | 3-1                                 | towarzyski                          | 90'                                 | Gol                                 |
| 24.                                 | 28 marca 2006                       | Rijad                               | Arabia Saudyjska                    | 2-1                                 | towarzyski                          | 90'                                 | Żółta kartka                        |
| 25.                                 | 2 maja 2006                         | Bełchatów                           | Litwa                               | 0-1                                 | towarzyski                          | 90'                                 | Żółta kartka                        |
| 26.                                 | 14 maja 2006                        | Wronki                              | Wyspy Owcze                         | 4-0                                 | towarzyski                          | 90'                                 | Gol                                 |
| 27.                                 | 3 czerwca 2006                      | Wolfsburg                           | Chorwacja                           | 1-0                                 | towarzyski                          | od 65'                              |                                     |
| 28.                                 | 16 sierpnia 2006                    | Odense                              | Dania                               | 0-2                                 | towarzyski                          | od 75'                              |                                     |
| 29.                                 | 16 grudnia 2011                     | Antalya                             | Bośnia i Hercegowina                | 1-0                                 | towarzyski                          | 90'                                 |                                     |
| 30.                                 | 29 lutego 2012                      | Warszawa                            | Portugalia                          | 0-0                                 | towarzyski                          | od 89'                              |                                     |
| 31.                                 | 11 października 2014                | Warszawa                            | Niemcy                              | 2-0                                 | el. ME 2016                         | od 77'                              | Gol                                 |
| 32.                                 | 14 października 2014                | Warszawa                            | Szkocja                             | 2-2                                 | el. ME 2016                         | od 63'                              | Żółta kartka                        |
| 33.                                 | 14 listopada 2014                   | Tbilisi                             | Gruzja                              | 4-0                                 | el. ME 2016                         | do 85'                              | Gol                                 |
| 34.                                 | 18 listopada 2014                   | Wrocław                             | Szwajcaria                          | 2-2                                 | towarzyski                          | od 63'                              |                                     |
| 35.                                 | 29 marca 2015                       | Dublin                              | Irlandia                            | 1-1                                 | el. ME 2016                         | od 84'                              |                                     |
| 36.                                 | 16 czerwca 2015                     | Gdańsk                              | Grecja                              | 0-0                                 | towarzyski                          | od 60'                              |                                     |
| 37.                                 | 7 września 2015                     | Warszawa                            | Gibraltar                           | 8-1                                 | el. ME 2016                         | od 87'                              |                                     |
| 38.                                 | 17 listopada 2015                   | Wrocław                             | Czechy                              | 3-1                                 | towarzyski                          | od 77'                              |                                     |

## Kariera komentatora
W 2018 roku rozpoczął pracę jako ekspert telewizyjny i komentator w TVP Sport, pracował m.in. przy meczach mistrzostw świata (2018 w Rosji i 2022 w Katarze), EURO 2020 czy europejskich pucharów. Wspólnie z Dariuszem Szpakowskim skomentował finał mundialu w Katarze pomiędzy Argentyną a Francją.

## Kariera trenerska
20 września 2023 został asystentem szkoleniowca Michała Probierza w reprezentacji Polski.

## Sukcesy

### Klubowe
Austria Wiedeń
- Mistrzostwo Austrii (1x): 2005/2006
- Puchar Austrii (2x): 2004/2005, 2005/2006

Śląsk Wrocław
- Mistrzostwo Polski (1x): 2011/2012
- Wicemistrzostwo Polski (1x): 2010/2011
- Puchar Ekstraklasy (1x): 2008/2009
- Superpuchar Polski (1x): 2012

### Reprezentacyjne
- Mistrzostwo Europy U-18: 2001
- Wicemistrzostwo Europy U-16: 1999

### Indywidualne
- Ligowiec Roku według tygodnia „Piłka Nożna”: 2011, 2012
- Najlepszy pomocnic Ekstraklasy 2012/13

## Życie prywatne
Syn Stefana (byłego piłkarza pierwszoligowej Gwardii) i Urszuli, ma siostrę Katarzynę. Jest kuzynem Wojtka Wolskiego, kanadyjskiego hokeisty polskiego pochodzenia. Ma żonę Urszulę.
Ambasador Fundacji „Wrocławskie Hospicjum dla Dzieci” od 2010.
Wystąpił w 461. odcinku Świata według Kiepskich.
Jest zadeklarowanym fanem FC Barcelony.
W 2019 roku ukazała się jego autobiografia.